# 林帝浣

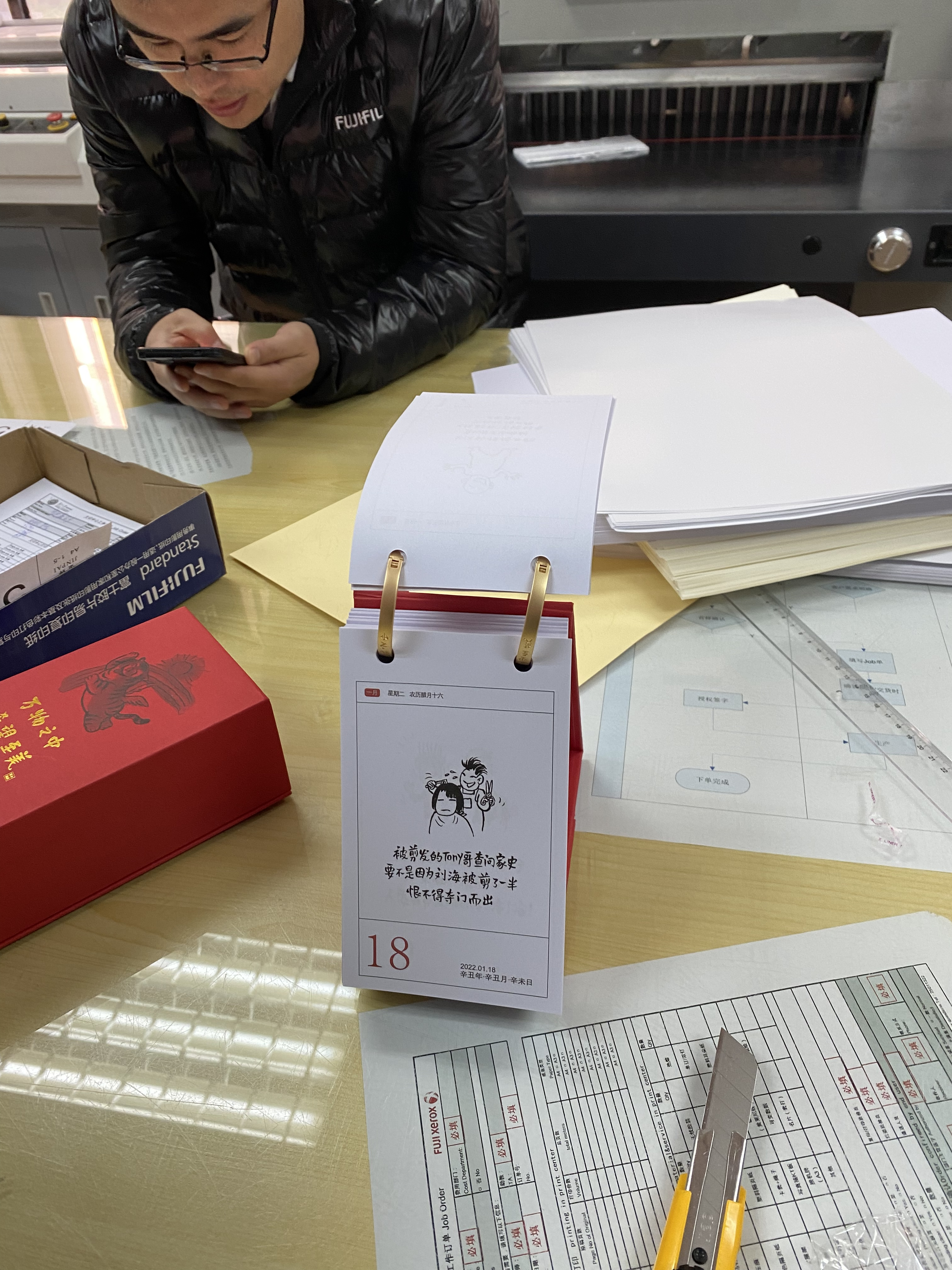
小林漫畫日曆

林帝浣（1975年—）是中華人民共和國廣東省湛江市一位男性漫畫家，运营有漫画微信公众号小林，其作品被統稱為小林漫畫。
林帝浣大學就讀於中山医科大学临床医学系。畢業後林帝浣從事行政、IT业以及大学老师，在大學時教授设计专业。後來成為中山大学孙逸仙纪念医院客座教授、人文艺术治疗科主任。其漫畫作品曾經於2019年成為普通高等学校招生全国统一考试全国III卷语文作文试题的一部分。另外其作品還亮相于中国诗词大会栏目。